# Il carretto fantasma (romanzo)
Il carretto fantasma (in lingua svedese Körkarlen; letteralmente "Il Carrettiere") è un romanzo di Selma Lagerlöf, pubblicato nel 1912.
Il libro è conosciuto anche con altri titoli: The Phantom Carriage, The Phantom Chariot, The Stroke of Midnight e Thy Soul Shall Bear Witness. L’autrice fu incaricata di scrivere la storia da un’associazione svedese come mezzo di educazione pubblica sulla tubercolosi.

## Trama
Ubriacone e tubercolotico, David Holm muore la notte di Capodanno. Dovrà fare il carrettiere della morte per tutto l’anno, ma, grazie all’intercessione di sorella Edit dell’Esercito della Salvezza moribonda che prende il suo posto, ritorna in vita e salva la moglie.

## Adattamenti cinematografici
Dal libro sono stati poi tratti tre film:
- Il carretto fantasma di Victor Sjöström;
- Il carro fantasma di Julien Duvivier;
- Körkarlen di Arne Mattsson.